# Mars (группа)
Mars — американская ноу-вейв-группа, образовавшаяся в 1975 году.

## История
Группа была основана в 1975 году Самнером Крейном и изначально носила название China. Другими участниками стали гитаристка и вокалистка Чайна Берг (настоящее имя Констанс Берг), басист Марк Каннингем и художница Нэнси Арлен, занявшая место барабанщицы; утверждается, что на момент образования группы ни один из участников не имел какого-либо опыта в музыке. Первое время они практиковались у себя в лофте, не выступая на публике и играя преимущественно акустическую музыку, в том числе каверы на The Velvet Underground (сохранившиеся записи тех времён были выпущены в 2012 году на сборнике Rehearsal Tapes And Alt. Takes). Первое их публичное выступление состоялось только в 1977 году в CBGB; вскоре после этого они были вынуждены сменить название на Mars из-за претензий уже существующей группы под названием China. Дебютный сингл группы, «3E / 11,000 Volts», был спродюсирован Ленни Кеем и Джеем Ди Доэрти из Patti Smith Group и вышел в 1978 году.
В том же году Mars выступили на музыкальном фестивале в галерее Artists' Space, свидетелем которого стал Брайан Ино. По окончании фестиваля Ино пригласил их и ещё три группы, выступавшие на той же сцене, принять участие в записи сборника, который впоследствии был озаглавлен No New York и стал своеобразной визитной карточкой ноу-вейв-движения.
Свой последний концерт Mars отыграли в декабре 1978 года. По словам басиста Марка Каннингема, хотя ещё незадолго до этого пресса именовала их «героями андеграунда», спустя несколько месяцев ситуация на независимой рок-сцене радикально изменилась: после того, как Max’s Kansas City закрылся, а CBGB стал популярным и начал ориентироваться на более коммерческие группы, Mars почувствовали себя «выброшенными из жизни». Перед тем, как официально объявить о распаде, они записали материал для своего последнего EP, вышедшего в 1980 году.
После Самнер Крейн, Чайна Берг и Марк Каннингем совместно с Арто Линдсеем и Икуэ Мори из DNA приняли участие в записи «ноу-вейв-оперы» John Gavanti, а в 1983 году Каннинберг и Берг (под псевдонимом Люси Гамильтон) основали группу Don King. Берг, кроме того, сотрудничала с Лидией Ланч при записи альбома The Drowning of Lucy Hamilton. В 1986 году Ланч издала на своём лейбле Widowspeak сборник 78, на который вошли все официально выпущенные песни Mars, ремикшированные и ремастеризованные Джимом Тёрлуэллом (Foetus). Так как его улучшения пришлись по вкусу не всем, в 2004 году были выпущены оригинальные записи, составившие диск The Complete Studio Recordings NYC 1977—1978.
Самнер Крейн умер от лимфомы в 2003 году. Нэнси Арлен умерла в 2006 году после операции на сердце.

## Дискография
- «3-E» (b/w «11,000 Volts») — 7", 1978 (Rebel Records, RB 7802) (later released as a 12" on ZE)
- No New York — LP, 1978 (Antilles/ Island) (split compilation with three other bands)
- Mars — 12" EP (live), 1979 or 1980 (Lust/Unlust/Infidelity)
- John Gavanti — LP, 1980 (Hyrax) (CD reissue on Atavistic) (featured Crane, Cunningham, Berg)
- 78 — LP, 1986 (Widowspeak)
- Live Mars 77-78 — CD, 1995 (DSA) (France)
- 78+ — CD, 1996 (Atavistic)
- Mars LP: The Complete Studio Recordings, NYC 1977—1978 — CD, 2003 (G3G/Spookysound) (Spain; limited edition) (later released on LP by Important) (reissued by No More in 2008)
- Live at Artists Space — LP (live), 2011 (recorded May 6, 1978) (Feeding Tube/Negative Glam)
- Live at Irving Plaza — LP (live), 2012 (recorded August 4, 1978) (Feeding Tube/Negative Glam)
- Rehearsal Tapes and Alt-Takes NYC 1976—1978 — 3-cassette box set, 2012 (recorded between Summer of 1976 and November 1978) (Anòmia; limited edition)